# Национальная физическая лаборатория Великобритании
Национальная физическая лаборатория Великобритании (НФЛ) (англ. National Physical Laboratory (NPL)) — метрологическая и материаловедческая лаборатория, расположенная в парке Буши, боро Ричмонд-апон-Темс, Лондон, Великобритания. Отвечает за национальные системы измерений и технические аспекты физических стандартов. Является крупнейшей организацией, занимающейся прикладной физикой, в стране.

## История, описание
В 1900 году в Великобритании была образована Национальная физическая лаборатория, местом её нахождения определили Буши-хаус — бывшую королевскую резиденцию, построенную в 1663 году. Ныне там осталось всего несколько лабораторий, два маленьких музея, представляющих старинное научное оборудование, и несколько комнат, используемых для встреч и конференций. Первоначально НФЛ была правительственной организацией, а её сотрудники считались находящимися на гражданской службе. Так продолжалось вплоть до 1995 года, когда форма управления была изменена на «Правительство владеет, подрядчик работает», НФЛ перешла под начало аутсорсинговой компании Serco Group, которая, помимо всего прочего, серьёзно занимается военно-оборонными заказами.
Ныне НФЛ выполняет как частные, так и государственные заказы, в частности, атомные часы лаборатории обеспечивают страну сигналами точного времени. Большинство корпусов НФЛ расположены в Теддингтоне, но также есть филиалы в Хаддерсфилде, где занимаются пространственной метрологией, и в Рейсбери у одноимённого водохранилища, где занимаются подводной акустикой.
По состоянию на 2013 год штат НФЛ составлял 650 сотрудников. В том же году было объявлено о строительстве нового современного корпуса лаборатории стоимостью 25 миллионов фунтов стерлингов. С июля 2014 года НФЛ осуществляет послевузовское профессиональное образование. Также в июле 2014 года НФЛ договорилась о сотрудничестве сроком на 5 лет с Томским государственным университетом.

## Корпуса

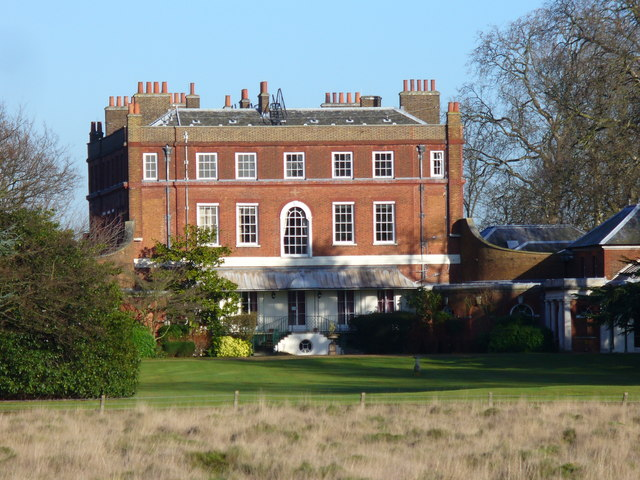
Буши-хаус[англ.], построен в 1663 году
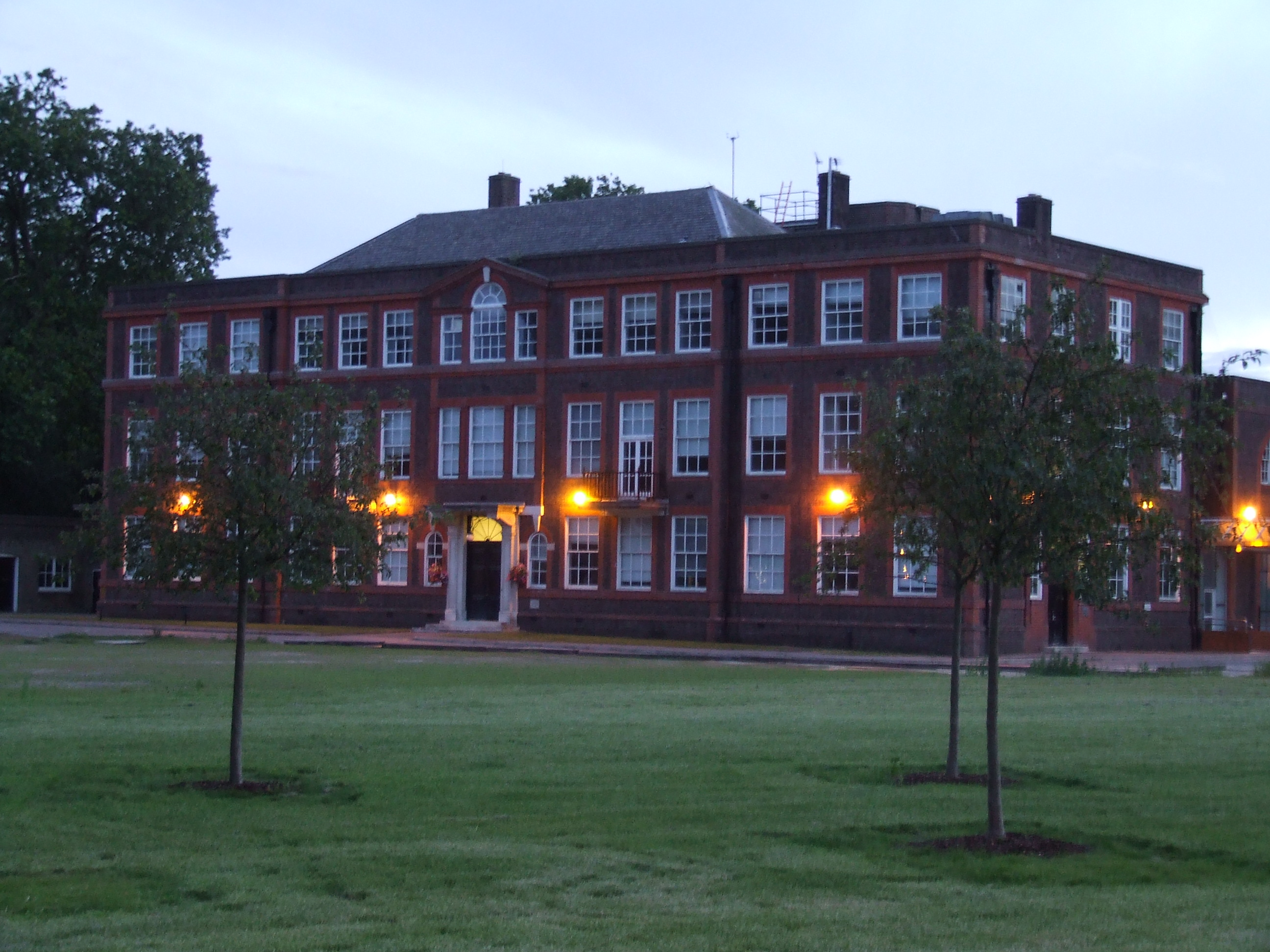
Дарвин-билдинг
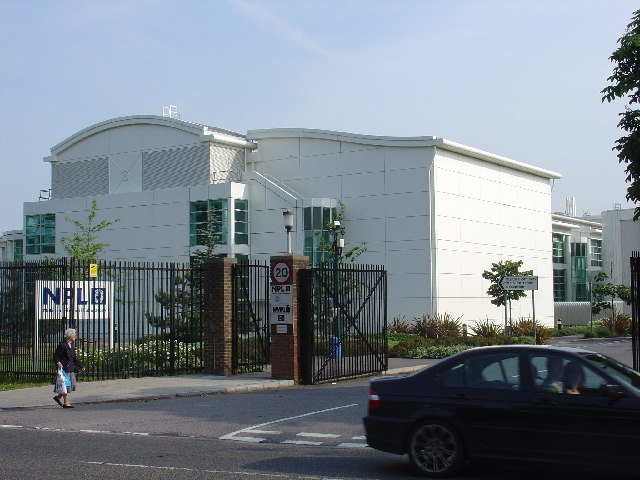
Комплекс из 16 2-этажных модулей, построенных в начале 2000-х годов

## Известные сотрудники
- Сатерленд, Гордон (1907—1980) — изобретатель инфракрасной трубки[неизвестный термин], директор лаборатории в 1956—1964 годах
- Алан Тьюринг (1912—1954) — один из основателей информатики, изобретатель машины своего имени, ACE и Pilot ACE.
- Эссен Льюис (1908—1997) — создатель первых атомных часов в Великобритании, много лет они были самыми точными в мире[9].
- Роберт Уотсон-Уотт (1892—1973) — изобретатель[англ.] радара.
- Джеймс Уилкинсон (1919—1986) — один из виднейших учёных мира в области вычислительной математики.
- Барнс Уоллес (1887—1979) — создатель «прыгающей бомбы», бомб «Верзила» и «Большой хлопо́к».
- Джеймс Лайтхилл (1924—1998) — внёс значительный вклад в изучение сверхзвуковой скорости.
- Дональд Дейвис[англ.] (1924—2000) — создатель способа коммутации пакетов.
- Дэвид Дай[англ.] (1887—1932) — внёс заметный вклад в создание и совершенствование кварцевых часов.
- Гарри Хаски (1916—2017) — один из первых компьютерных инженеров и дизайнеров в мире.
- Герберт Гоу[англ.] (1890—1965) — один из пионеров в области исследования усталости материалов.
- Сидни Голдштейн[англ.] (1903—1989) — внёс значительный вклад в изучение пограничного слоя.

## Директора́
- Ричард Глэйзбрук — с момента основания НФЛ в 1900 году до 1919 года
- Джозеф Петавел (1919—1936)
- Фрэнк Смит[англ.] (1936—1937)
- Уильям Брэгг (1937—1938)
- Чарльз Галтон Дарвин (1938—1949)
- Эдуард Эплтон (1941)
- Эдвард Баллард[англ.] (1948—1955)
- Реджинальд Смит-Роуз (1955—1956)
- Гордон Сатерленд (1956—1964)
- Джон Дануорт (1964—1977)
- Пол Дин (1977—1990)
- Питер Клэпхем (1990—1995)
- Джон Рэй (1995—2000)
- Боб Макгинесс (2000—2005)
- Стив Маккуиллан (2005—2008)
- Мартин Сене (2008—2009)
- Брайан Боушер[англ.] (2009—2015)
- Питер Томпсон (2015 — н. в.)